# مبادرة اسطنبول للتعاون
مبادرة اسطنبول للتعاون (ICI) هي مبادرة أطلقت خلال قمة اسطنبول 2004 لحلف الناتو .

## الأعضاء
- البحرين
- قطر
- الكويت
- الإمارات العربية المتحدة